# Peter Donohoe (musicien)
Pour les articles homonymes, voir Peter Donohoe.
Peter Donohoe né le 18 juin 1953 à Manchester est un pianiste anglais.

## Biographie
Peter Donohoe étudie à l’École de musique de Chetham  (violon, alto, clarinette et tuba).
Puis  au Royal Manchester College of Music, (Royal Northern College of Music) avec Alexander Goehr, à l’Université de Leeds et à Paris avec Yvonne Loriod  et Olivier Messiaen.
Après avoir remporté en 1982 le 2e prix du  Concours international Tchaïkovski à Moscou, il entame une carrière internationale avec des concerts en Europe, aux États-Unis , au Japon, en  Australie, et en Nouvelle-Zélande.
Donohoe apparaît régulièrement avec les grands orchestres de Londres et à travers l’Europe: avec l'Orchestre philharmonique de Berlin dirigé par Simon Rattle,  le Leipzig Gewandhaus, le WDR de Cologne, l'Opéra-Comique de Berlin, l'ORF, le philharmonique de St Petersbourg , l'orchestre de la  Radio suédoise,  le Stockholm Philharmonique,  le Philharmonique de Rotterdam, l'Ensemble à vent des Pays-Bas, l'Orchestre philharmonique de Radio France, l'Orchestre philharmonique tchèque et le Maggio Musicale à Florence. Il a donné une série de concerts en Espagne et au Portugal, avec le Philharmonia et Wolfgang Sawallisch. Il est également apparu à plusieurs reprises avec les orchestres philharmoniques de Los Angeles, ou symphoniques de Chicago, Pittsburgh, Cincinnati et Detroit, Dallas et Cleveland,.

Peter Donohoe  est apparu au Festival d'Édimbourg, au Festival de La Roque-d'Anthéron, et en Allemagne aux Festivals de la Ruhr et du Schleswig-Holstein.
Son répertoire est varié avec  des compositions romantiques et modernes, des œuvres de Tchaïkovski, Serguei Prokofiev, Rachmaninov, Gershwin, Stravinsky ainsi que d'Olivier Messiaen ou de compositeurs moins connus  comme les concertos pour piano d’Henry Litolff. Il interprète  également des  œuvres pour soliste  comme les sonates pour piano de Michael Tippett,.
Avec Hyperion, il a enregistré  des œuvres de Ferruccio Busoni, Dominic Muldowney et  de compositeurs britanniques du XXe siècle tels Arthur Bliss.
Ses enregistrements de la Sonate de Liszt ont reçu le  Grand Prix International du Disque et le Deuxième Concerto pour piano de Tchaïkovski  le  prix Gramophone.
Peter Donohoe  est docteur honoraire de sept universités du Royaume-Uni et en 2010 a reçu  le titre de Commandeur de l’Ordre de l'Empire britannique pour services rendus à la musique classique.